# Tratatul de la Montevideo (1828)
În Tratatul de la Montevideo, semnat la 27 august 1828, după medierea britanică, Brazilia și Argentina au recunoscut independența Uruguayului.
A fost numită Convenția preliminară de pace ca urmare a întâlnirilor între reprezentanții Imperiului Braziliei și Provinciile Unite ale Río de la Plata - statul predecesor Argentinei - între 11 și 27 august 1828, în Rio de Janeiro, Brazilia. Această convenție sau tratat a acordat independența Uruguayului în ceea ce privește Brazilia și Argentina. Independența Uruguayului va fi definitiv stabilită pe 4 octombrie în același an, când, la Montevideo, țările semnatare au ratificat tratatul.

## Scop
În 1828, Războiul Cisplatina a ajuns la un impas forțele terestre ale Argentinei aflându-se în imposibilitatea de a ocupa orașele mari [1], iar forțele braziliene au fost constrânse să rămână pe loc și au suferit de o lipsă severă de forță de muncă pentru o ofensivă împotriva armatelor argentiniene. Povara grea a războiului și improbabilitatea apariției unui rezultat pozitiv au dus la o presiune publică puternică în Brazilia pentru a pune capăt războiului prin canale diplomatice.
În acest context, pe data de 20 februarie 1828, Brazilia și Argentina au decis să înceapă negocierile de pace cu medierea din partea Marii Britanii, care și-a manifestat interesul pentru soluționarea pașnică a războiului din cauza obstacolelor grave în calea comerțului pe care blocada Buenos Airesului le-a adus Regiunii Plata.
Lordul John Ponsonby a fost ales ca mediator al discuțiilor și s-a confruntat imediat cu refuzul Argentinei de a permite Braziliei să-și păstreze suveranitatea asupra Uruguayului și de cererile Braziliei de a-și păstra suveranitatea asupra Missões Orientales, pentru a naviga liber pe râul Plata și de a refuza Argentinei să anexeze orice zonă din provincia Cisplatină.
Având în vedere aceste considerente, Posonby a făcut o propunere pentru un Uruguay independent care să satisfacă atât Brazilia, cât și Argentina pentru a restabili pacea în La Plata și a acceptat cererile braziliene cu privire la suveranitatea sa asupra Missões Orientales și dreptul de navigare liberă pe râul Plata.
Deși s-a confruntat cu opoziția inițială a Argentinei, diplomatul a reușit să o convingă că nu mai era viabil să cheltuie bani pentru un război pentru provincia estică și a reușit să încheie o înțelegere la 27 august 1828.

## Interesele britanice
Interesele adevărate ale Imperiului Britanic sunt clarificate într-o scrisoare trimisă de Lord Ponsonby la Londra:

Interesele și securitatea comerțului britanic vor fi promovate foarte mult într-un stat în care guvernatorii vor dezvoltă o prietenie cu Anglia. Fâșia de est conține cheia pentru La Plata și pentru America de Sud; trebuie să perpetuăm o diviziune geografică a statelor de care va beneficia Anglia. Pentru o lungă perioadă de timp, cei din est nu vor avea un port și nu vor avea ocazia să împiedice comerțul cu Anglia.

Din acest motiv, britanicii credeau că independența uruguayană ar consolida comerțul englez și ar mulțumi atât Brazilia, cât și Argentina.

## Forma Declarației de Independență
Primul și al doilea articol din tratat declară independența Provinciei Răsăritene față de Regatul Unit al Portugaliei, Braziliei și Algarve sau succesorul imediat al acestuia, Imperiul Braziliei și de Provinciile Unite ale Río de la Plata.

## Caracterul Independenței: definitiv sau temporar
Cel de-al zecelea articol al convenției a stabilit că, dacă în cinci ani după aprobarea constituției liniștea și securitatea internă erau perturbate de un război civil, aceștia (semnatarii) ar oferi guvernului legal asistența necesară pentru a se menține și a se întreține. După aceea, toată protecția ar înceta, iar provincia va fi considerată a fi într-o stare de independență perfectă și absolută. Dreptul de a interveni în ajutorul „guvernului legal“ a fost stabilit de părțile contractante fără a fi nevoie de o cerere expresă din partea noului stat.

## Controlul constituției
Al șaptelea articol a stabilit că reprezentanții vor fi ocupați cu alcătuirea constituției politice a provinciei și înainte de a fi judecată (aprobată), constituția va fi examinată de împuterniciții guvernelor semnatare, cu unicul scop de a vedea dacă conține articole în opoziție cu securitatea statelor lor.

## Navigația liberă
Un articol suplimentar, a garantat celor două națiuni (Argentina și Brazilia), navigația liberă pe Río de la Plata și pe toate celelalte râuri care se varsă în el, pe o perioadă de cincisprezece ani.

## Istoriografie
Istoricii uruguayeni au două viziuni principale despre tratatul și nașterea Uruguayului ca națiune independentă. Primul grup consideră că a existat o idee a națiunii uruguayene înainte de tratat și citează rivalitatea dintre Montevideo și Buenos Aires, legăturile slabe care au unit Viceregalitatea Río de la Plata și respingerea puternică din partea lui José Gervasio Artigas față de centralizarea Buenos Airesului. Această viziune este susținută de Francisco Bauzá, Juan Zorrilla de San Martín, Pablo Blanco Acevedo, Mario Falcao Espalter și Juan Pivel Devoto. Cel de-al doilea grup consideră în schimb că uruguayenii încă mai doreau să facă parte din Provinciile Unite ale Río de la Plata, accentuând că Artigas era împotriva centralismului, dar nu a avut niciodată idei separatiste reale. Ei atribuie independența uruguayană factorilor străini, în principal influenței britanice. Această viziune este susținută de Eduardo Acevedo Vasquez, Ariosto González, Eugenio Petit Muñoz, Washington Reyes Abadie, Alberto Methol Ferré și Oscar Bruschera.